# Invasion indonésienne du Timor oriental
L'invasion du Timor oriental commence le 7 décembre 1975 lorsque les forces armées indonésiennes envahissent ce pays nouvellement indépendant en prenant le prétexte de la lutte contre le colonialisme. Le renversement de l'éphémère mais populaire gouvernement dirigé par le Front révolutionnaire pour l'indépendance du Timor oriental (Freitilin) marque le point de départ d'une occupation violente de vingt-cinq années au cours de laquelle entre 60 000 et 100 000 soldats et civils est-timorais trouvent la mort.
Au cours des premières années de la guerre, les militaires indonésiens font face à une forte résistance insurrectionnelle dans la région montagneuse de l'intérieur de l'île. Toutefois, à partir de 1977-1978, les militaires obtiennent de nouvelles armes plus modernes de la part des États-Unis, de l'Australie et d'autres États qui leur permettent de détruire le cadre du Freitilin. Malgré cette supériorité, les deux dernières décennies du XXe siècle sont le théâtre de combats continuels entre Indonésiens et Est-timorais autour du statut du Timor oriental jusqu'en 1999. À cette date, les Est-timorais votent pour l'indépendance lors d'un référendum organisé par les Nations unies.

## Contexte
Le Timor oriental revendique sa spécificité territoriale du fait qu'il faisait partie de l'Empire portugais alors que le reste du Timor, et l'archipel indonésien plus généralement, ont été colonisés par les Néerlandais, un accord divisant l'île entre les deux puissances européennes ayant été signé en 1915. En collaboration avec des chefs locaux, les Portugais mirent en place un système de travail forcé qui concerna l'entièreté de la population mâle en âge de travailler dès le début du XXe siècle. Le régime colonial fut remplacé par les Japonais durant la Seconde Guerre mondiale ; cette occupation stimula un mouvement de résistance dont la répression fit 60 000 morts, soit 13 % de la population d'alors. À la fin de la guerre, les Portugais rétablirent leur contrôle sur la région, tandis que le reste de l'île proclamait son indépendance et son rattachement à l'Indonésie.

## Le départ des Portugais et la guerre civile
Selon la Constitution portugaise en vigueur avant 1974, le Timor oriental est désigné sous le nom de Timor portugais et constitue une « province d'outre-mer » à l'image de tous les territoires extra-métropolitains du Portugal (Angola, Cap-Vert, Guinée portugaise, Mozambique, Sao Tomé-et-Principe, Macao et les territoires portugais en Inde jusqu'en 1961).
En avril 1974, le Movimento das Forças Armada, une tendance de gauche au sein des forces armées portugaises, fomente un coup d'État contre le régime autoritaire de l'Estado Novo à Lisbonne, la révolution des Œillets. Le nouveau régime déclare son intention de donner rapidement l'indépendance aux colonies portugaises (dont celles qui sont le théâtre de luttes de libération depuis les années 1960).
Contrairement aux colonies africaines, le Timor oriental ne connaît pas de guerre de libération nationale. Toutefois, des partis locaux se forment rapidement. Parmi ceux-ci figurent l'Union démocratique timoraise (União Democrática Timorense, UDT) qui est le premier à être créé après la Révolution portugaise. L'UDT est à l'origine composée de hauts fonctionnaires et de propriétaires de plantations ainsi que de chefs tribaux. Ces dirigeants ont des origines conservatrices et prônent l'allégeance au Portugal sans jamais avoir soutenu une quelconque intégration au sein de l'Indonésie. Dans le même temps, le Fretilin (le Front révolutionnaire pour un Timor oriental indépendant) est composé de fonctionnaires, d'enseignants et de membres des élites urbaines. Le Fretilin devient rapidement plus populaire que l'UDT car il met en place plusieurs programmes sociaux à destination de la population. Malgré leur opposition, les deux partis forment une coalition en janvier 1975 avec l'autodétermination comme but commun. Cette coalition représente la presque totalité de la population éduquée et la vaste majorité des habitants. Enfin, il existe un dernier parti mineur, l'APODETI (Association démocratique populaire du Timor), qui prône l'unification avec l'Indonésie mais qui dispose d'un très faible appui populaire.
En avril 1975, l'UDT est divisée par des conflits internes car la faction dirigée par Francisco Lopes da Cruz souhaite mettre fin à l'alliance avec le Fretilin. Lopes da Cruz craint que l'aile radicale du Fretilin ne désire instaurer un régime communiste au Timor. Toutefois, le Fretilin nie ces accusations et met en cause un complot indonésien pour déstabiliser le pays. Cependant, le 11 août, le Fretilin reçoit une lettre des représentants de l'UDT les informant de la rupture de la coalition.
L'UDT réalise en fait une manœuvre adroite car peu de temps plus tard, une démonstration de force est organisée dans les rues suivie de la prise de contrôle des infrastructures vitales du pays telles que les stations de radio, les systèmes de communications internationales, l'aéroport, les postes de police, etc. Au cours de la guerre civile qui s'ensuit, les dirigeants de chaque camp perdent le contrôle de leurs troupes et si les chefs de l'UDT et du Fretilin conservent leur retenue, leurs partisans orchestrent des purges sanglantes ainsi que des meurtres. Les chefs de l'UDT arrêtent plus de 80 membres du Fretilin dont leur futur chef Xanana Gusmão. En outre, des membres de l'UDT tuent une douzaine de membres du Fretilin dans quatre endroits différents. Parmi ces victimes figurent un membre fondateur du Fretilin et un frère du vice-président Nicolau Lobato. Le Fretilin réplique en faisant appel aux unités militaires est-timoraises entraînées par le Portugal. En définitive, le coup de force de l'UDT provoque une guerre civile de trois semaines qui oppose 1 500 hommes aux 2 000 soldats des forces régulières dirigées par le Fretilin. À la suite de leur allégeance au Fretilin, l'organisation militaire est-timoraise est connue sous le nom de Falintil.
À la fin du mois d'août, les forces restantes de l'UDT se replient vers la frontière indonésienne. Un groupe de 900 personnes franchit alors la frontière et pénètre dans le Timor occidental le 24 septembre 1975, suivi par plus d'un millier d'autres et laissant le contrôle du Timor oriental au Fretilin pour les trois mois suivants. Le nombre de morts lors de la guerre civile est estimé à 400 personnes à Dili et peut-être 60 autres dans les collines. En outre, de nombreux partisans de l'UDT sont battus et emprisonnés par des membres du Fretilin.

## Motivations indonésiennes
Au départ, les motivations nationalistes indonésiennes étaient plus larges, et déjà, avant l'indépendance, dès les années 1930, un mouvement voulait regrouper tout le monde malais en adoptant pour les Indes néerlandaises une langue commune : le bahasa indonésia (ou indonésien). Après l'indépendance en 1949, le projet d'englober la Malaisie, Brunei, et le Timor oriental n'est pas aussi simple, mais complexe, d'autant plus que Singapour devient indépendant des Britanniques en 1965. Pourtant, ce qui restait du colonialisme néerlandais, la Nouvelle-Guinée néerlandaise, est annexée avec succès en 1963 à l'Indonésie, mais ses habitants ne sont pas issus des peuples malais, mais sont des Papous. L'idée de réunir tous les peuples malais en un seul État est progressivement abandonnée dès les années 1960, mais il prend un autre visage bien plus tard, avec l'adhésion à l'ASEAN. Il restait donc à résoudre le cas du dernier colonisateur encore en place dans la région, avec une colonie bien isolée dans l'immense archipel indonésien : le Timor oriental portugais. À l'époque, le Portugal, dans le nouveau cadre mondial, avec la décolonisation, n'avait pas de marge de manœuvre. En 1961, quand l'Inde annexa l'Inde Portugaise, l'Indonésie avait un soutien de principe pour faire partir cette dernière puissance coloniale. Les projets d'annexer le Timor Portugais remontaient donc à 1961, mais le projet fut retardé par l'annexion de la Nouvelle-Guinée néerlandaise (Irian Jaya) entre 1961 et 1963, et la répression anti-communiste de 1965, qui décima une partie des cadres de l'armée indonésienne, ainsi que les luttes de pouvoir, de la fin des années 1960, entre Soekarno, et Suharto, qui finalement, l'emporte.
Les nationalistes et les militaires purs et durs, en particulier les dirigeants de l'agence de renseignement Kopkamtib et de l'unité des opérations spéciales Opsus, ont vu dans le coup d'État portugais une occasion d’annexer le Timor oriental. Le major-général Ali Murtopo, chef de l’Opsus et proche conseiller du président indonésien Suharto, ainsi que son protégé le général de brigade Benny Murdani, qui dirigeaient les opérations de renseignement militaire, ont été les fers de lance du projet d'annexion.
Les facteurs politiques internes à l’Indonésie du milieu des années 1970 n’étaient cependant pas propices à de tels sentiments expansionnistes. Le scandale financier de 1974-1975 entourant la compagnie pétrolière Pertamina obligeait l'Indonésie à faire preuve de prudence pour ne pas alarmer les donateurs et les banquiers étrangers. Adam Schwarz suggère que cette crainte a dû jouer dans la réticence du président-dictateur Suharto à suivre le désir des généraux d'envahir le Timor oriental au début de l'année 1975.
De telles considérations ont cependant été occultées par la crainte des Indonésiens et des Occidentaux de voir la victoire de l’aile gauche du Fretilin mener à la création d’un État communiste à la frontière de l’Indonésie. Celui-ci aurait pu être utilisé comme base par des puissances hostiles à l’Indonésie et constituer une menace pour les sous-marins de l'Ouest. On craignait également que l'exemple d'un Timor oriental indépendant ne suscite des sentiments sécessionnistes dans d'autres provinces indonésiennes.
Toutes ces préoccupations ont été utilisées avec succès pour obtenir le soutien des pays occidentaux soucieux de maintenir de bonnes relations avec l'Indonésie, en particulier les États-Unis qui, à  cette époque, achevaient leur douloureux retrait d'Indochine.
Les organisations de renseignement militaire avaient initialement envisagé une annexion stratégique, sans recours militaire, avec l’intention d’utiliser l’APODETI comme vecteur d’intégration.
Mais l'« Ordre nouveau » de Suharto prépara plutôt l’invasion du Timor oriental. Il n’y avait aucune liberté d’expression dans le « nouvel ordre » et partant de là, nul besoin de consulter les Timorais de l’Est non plus.
Début septembre, pas moins de 200 soldats des forces spéciales lancèrent des incursions, remarquées par les services de renseignement américains, et suivies en octobre d’une attaque militaire conventionnelle. Le 16 octobre, cinq journalistes, connus comme les cinq de Balibo et travaillant pour un réseau d’informations australien, sont exécutés par les forces indonésiennes à la périphérie de la ville de Balibo.

## Invasion

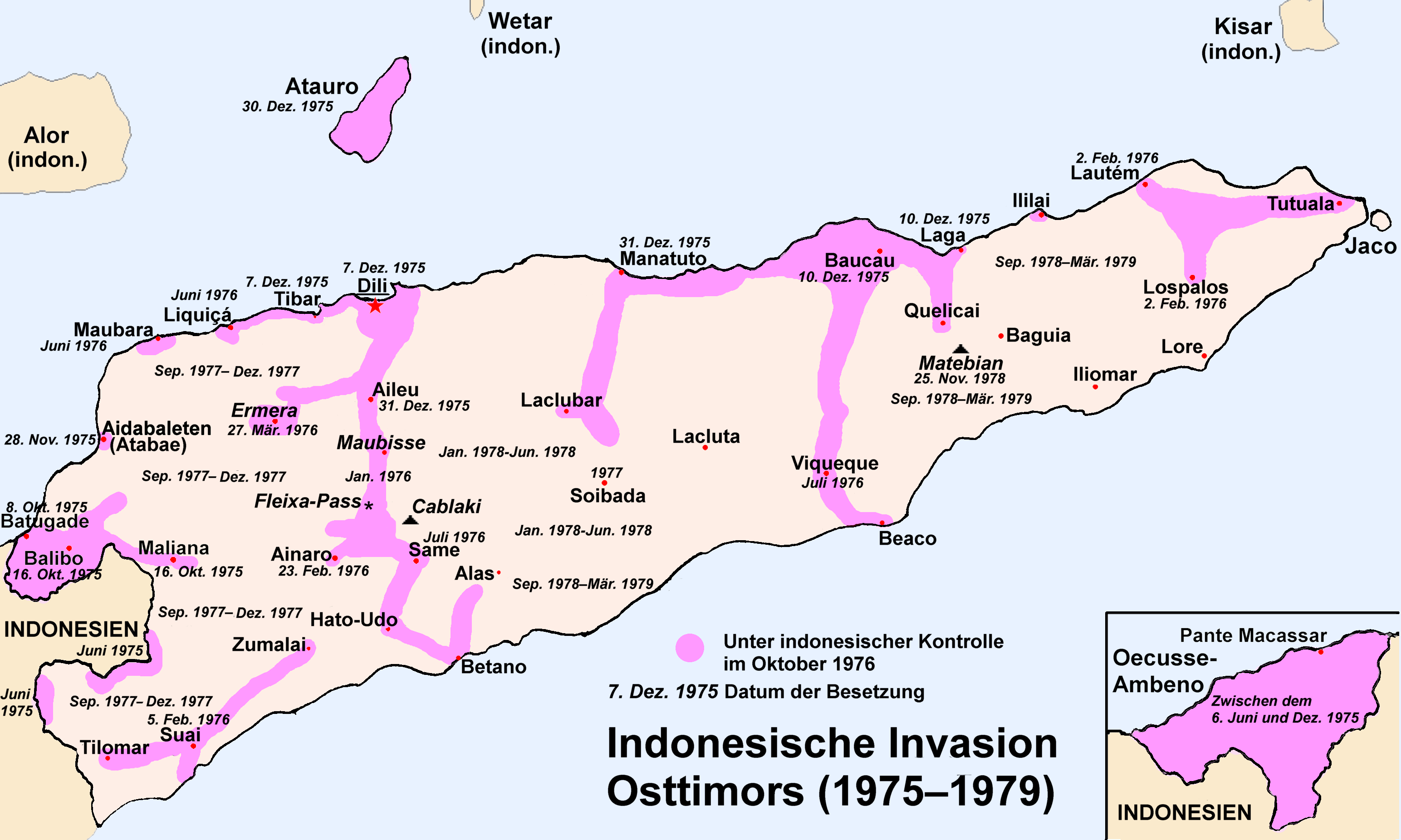
Carte de l'invasion.

Le 7 décembre 1975, les forces indonésiennes ont envahi le Timor oriental. L'opération Lotus (operasi Seroja) a été la plus grande opération militaire menée par cette nation,.

### Opération Seroja
L'opération Lotus (operasi Seroja) débute par des bombardements navals sur Dili, puis les troupes indonésiennes sont débarquées dans la ville en même temps que 641 parachutistes qui y arrivent par la voie des airs. Ces derniers sont alors engagés dans un combat de près de six heures contre les hommes du Falintil. Selon Joseph Nevins, les navires de guerre indonésiens bombardent leurs propres troupes et les avions de transport larguent une partie des parachutistes à l'avant des forces du Falintil en pleine retraite, et les parachutistes indonésiens souffrent de fait de pertes importantes. Toutefois, les forces indonésiennes s'emparent rapidement de Dili en ne perdant que 35 hommes, contre 122 pour le Falintil.
Le 10 décembre, une deuxième invasion aboutit à la prise de Baucau, la deuxième ville du pays, et le jour de Noël, entre 10 000 et 15 000 soldats sont débarqués à Liquiçá et Maubara. En avril 1976, 35 000 soldats indonésiens sont présents au Timor oriental tandis que 10 000 autres se trouvent au Timor occidental. La plupart des militaires indonésiens sont issus des corps d'élite de l'armée. À la fin de l'année, 10 000 hommes occupent Dili et 20 000 sont déployés dans le reste du pays. En très grande infériorité numérique, les troupes du Falintil se replient dans les montagnes pour y mener des opérations de guérilla.
Dans les villes, les troupes indonésiennes commencent à perpétrer des assassinats contre la population. Au début de l'occupation, la radio du Fretilin lance le message suivant : « Les forces indonésiennes tuent sans discrimination. Les femmes et les enfants sont tués dans les rues. Nous allons tous être tués… Ceci est un appel à l'aide internationale. S'il vous plaît, faites quelque chose pour mettre fin à l'invasion ». Un réfugié timorais raconte plus tard avoir assisté à des viols et à des assassinats de sang-froid sur des enfants, des femmes et des commerçants chinois. L'évêque de Dili, Martinho da Costa Lopes, dit pour sa part que « les soldats qui débarquaient se mettaient à tuer toutes les personnes qu'ils pouvaient trouver. Il y avait de nombreux cadavres dans les rues. Tout ce que nous pouvions voir était les soldats tuer encore et encore ». Lors d'un incident, un groupe de 50 hommes, femmes et enfants (dont le reporter australien indépendant Roger East) sont alignés le long d'une falaise à Dili et tués, puis leurs dépouilles sont jetées à la mer. De nombreux massacres similaires ont lieu à Dili ; les témoins reçoivent l'ordre d'observer et de compter à voix haute chacune des personnes exécutées. En plus des partisans du Fretilin, les migrants chinois font aussi partie des personnes à exécuter et 500 d'entre eux sont tués dès le premier jour.

#### L'impasse indonésienne

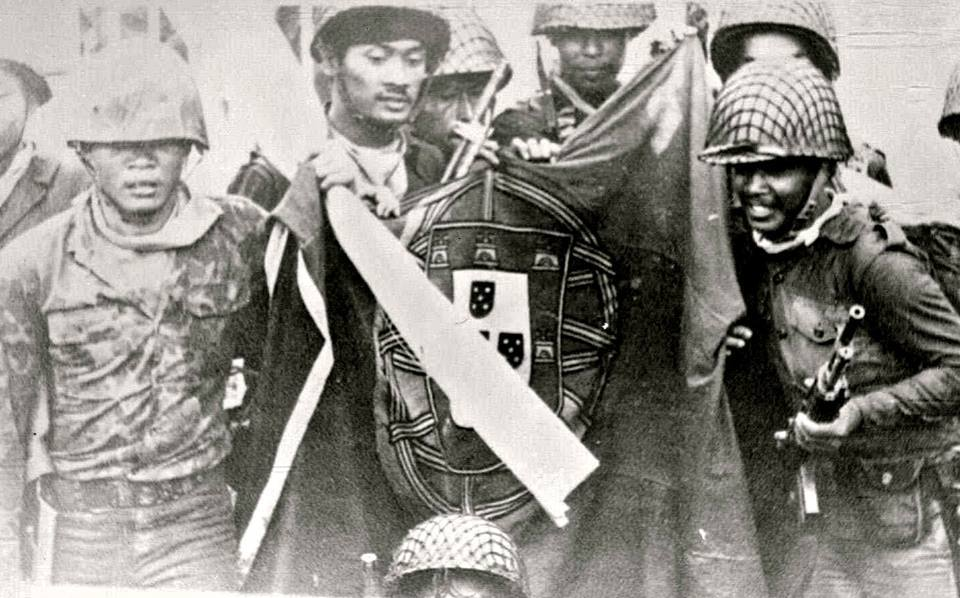
Des soldats indonésiens posent en novembre 1975 au Timor Leste avec le drapeau portugais capturé.

Bien que l'armée indonésienne continue sa progression dans le Timor oriental, la plupart des habitants quittent les villes et les villages côtiers envahis pour se réfugier dans les régions montagneuses de l'intérieur. Les forces du Falintil, qui comprennent 2 500 hommes issus de l'ancienne armée coloniale portugaise qui ont conservé leurs anciennes armes, ralentissent considérablement la progression indonésienne. Ainsi, lors des premiers mois de l'invasion, le contrôle indonésien se concentre principalement sur les grandes villes telles que Dili, Baucau, Aileu et Same.
Tout au long de l'année 1976, l'armée indonésienne tente une stratégie consistant à faire avancer les troupes postées sur la côte à l'intérieur de l'île pour y rejoindre des parachutistes parachutés au centre de la région. Toutefois, c'est un échec et l'armée doit faire face à une sévère résistance du Falintil. Ainsi, 3 000 militaires indonésiens mettent trois mois avant de prendre Suai, une ville méridionale située à seulement trois kilomètres de la côte. Dans le même temps, l'armée continue à restreindre l'accès de la région aux étrangers et aux ouest-timorais tandis qu'en août 1976, Suharto admet que le Falintil « maintient des forces çà et là ».
En avril 1977, les Indonésiens sont dans l'impasse. Leurs troupes n'ont pas progressé depuis plus de six mois et l'invasion a accru l'opposition de l'opinion internationale envers la politique indonésienne.

### Encerclement et annihilation (1977-1978)
Au début de l'année 1977, la marine indonésienne commande des patrouilleurs lance-missile aux États-Unis, à l'Australie, aux Pays-Bas, à l'Afrique du Sud et à Taïwan ainsi que des sous-marins à l'Allemagne. En février 1977, l'Indonésie reçoit 13 avions North American OV-10 Bronco de la compagnie Rockwell International avec l'aide officielle du gouvernement américain. Le Bronco est un appareil idéal dans le cadre de l'invasion du Timor oriental car il est spécifiquement conçu pour la lutte contre les mouvements insurrectionnels en terrain difficile. Au début de l'année 1977, au moins six des 13 Broncos opèrent au Timor oriental, aidant l'armée indonésienne à localiser les positions du Fretilin. Outre ce nouvel armement, 10 000 hommes supplémentaires sont envoyés au Timor dans le cadre du lancement d'une nouvelle opération connue sous le nom de « solution finale ».
Cette campagne est composée de deux parties. D'abord la campagne d'encerclement et d'annihilation consistant à bombarder les villages et les régions montagneuses est-timoraises. Cette action doit provoquer une famine et une défoliation du terrain. Les villageois sont ainsi contraints de quitter leurs habitations pour se réfugier dans les régions plus basses où les militaires n'ont plus qu'à les tuer à leur arrivée. Les autres survivants sont placés dans des camps dont ils ne peuvent partir. Au début de l'année 1978, la totalité de la population civile du village d'Arsaibai près de la frontière indonésienne est tuée à la suite de bombardements et de la famine en représailles de son soutien au Fretilin. Dans le même temps, des accusations mettent en cause l'utilisation d'armes chimiques par l'armée indonésienne car des villageois affirment avoir retrouvé des asticots dans les plantations à la suite de bombardements. Le succès de l'opération « encerclement et annihilation » permet aux Indonésiens de passer à la deuxième phase, l'opération de nettoyage. Au cours de celle-ci, les enfants et les hommes détenus dans les camps précédemment mentionnés doivent marcher les mains liées et devant les troupes indonésiennes progressant dans la région à la recherche des miliciens du Fretilin. Quand ces derniers finissent par être retrouvés, ils doivent soit se rendre, soit tirer sur les troupes indonésiennes se servant des prisonniers timorais comme boucliers humains. En définitive, l'opération « encerclement et annihilation » de 1977-1978 permet aux Indonésiens de considérablement fragiliser l'organisation du Fretilin en éliminant la plupart de ses membres dont son dirigeant, Nicolau dos Reis Lobato, qui est tué par des troupes héliportées le 31 décembre 1978, dirigés par Prabowo Subianto.
La période s'étendant du début de l'invasion en 1975 à la fin victorieuse de l'opération d'encerclement et d'annihilation en 1978 est la plus dure de tout le conflit. Elle coûte aux Indonésiens plus de 1 000 morts sur les 2 000 tués lors de toute la période d'occupation du Timor oriental.

### Le Fretilin comme mouvement clandestin (1979-1999)
Les miliciens ayant survécu à l'offensive indonésienne choisissent Xanana Gusmão comme chef à la fin des années 1970. Toutefois, il est capturé par les services de renseignement près de Dili en 1992 et est remplacé par Mau Honi, lui aussi capturé en 1993. C'est alors Nino Konis Santana qui prend la tête du mouvement. Après sa mort dans une embuscade indonésienne en 1998, il est remplacé par Taur Matan Ruak. À la fin des années 1990, seuls 200 guérilleros continuent de mener la lutte dans les régions montagneuses et l'idée séparatiste est devenue l'apanage des élites urbaines. De surcroît, le mouvement clandestin est largement paralysé par l'arrestation régulière de ses membres et par l'infiltration d'agents indonésiens. L'idée d'une indépendance est alors très utopique jusqu'à la chute de Suharto en 1998, remplacé par le président Jusuf Habibie qui prend la décision d'accorder un référendum au Timor oriental en 1999.

### Les pertes est-timoraises
En mars 1976, Lopes da Cruz, le dirigeant de l'UDT rapporte que 60 000 Timorais ont été tués lors de l'invasion. Une délégation de travailleurs humanitaires indonésiens confirme ce chiffre. Dans un entretien avec le The Sydney Morning Herald le 5 avril 1977, le ministre des Affaires étrangères indonésiens Adam Malik indique que le nombre de morts est de « 50 000 morts et peut-être jusqu'à 80 000 ». Un chiffre de 100 000 victimes est avancé par McDonald et par Taylor. Amnesty International estime qu'un tiers de la population timoraise (soit 200 000 personnes) est mort à cause des actions militaires, de la faim et des maladies entre 1975 et 1999. En 1979, l'agence américaine pour le développement international estime que 300 000 Timorais ont été déplacés dans des camps contrôles par les forces armées indonésiennes.

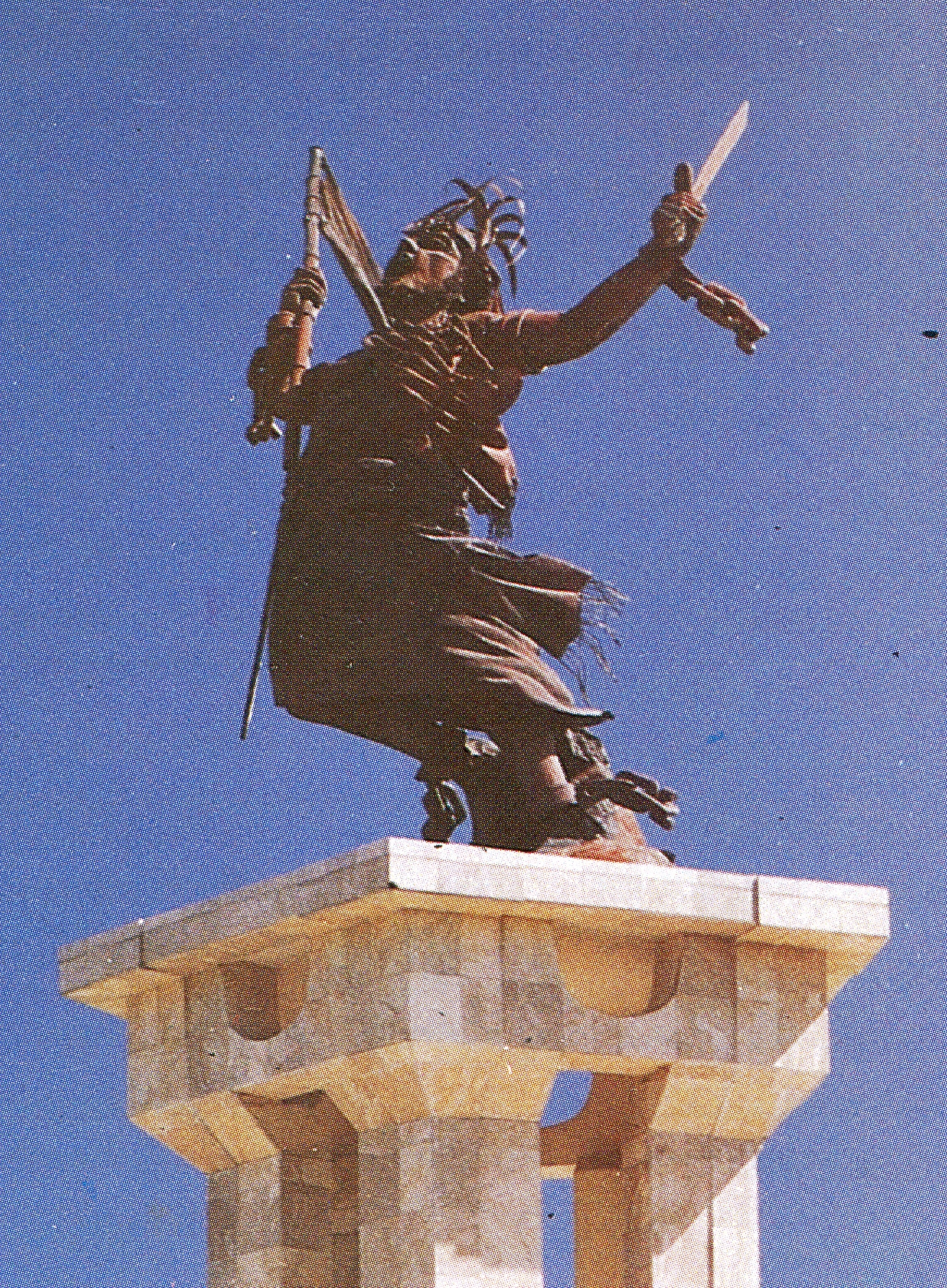
Le monument de l'intégration à Dili est un don du gouvernement indonésien, comme symbole de la fin du colonialisme.

## Annexion et opération d'intégration
En plus de ses actions militaires, l'Indonésie met en place une administration civile. Le Timor oriental bénéficie alors d'un statut similaire aux autres provinces avec une structure gouvernementale identique. Elle est divisée en kabupaten (départements), eux-mêmes sous-divisés en kecamatan (districts) puis en desa (villages) comme en Indonésie. En donnant aux chefs tribaux des positions de pouvoir dans les nouvelles structures, les Indonésiens espèrent les assimiler plus rapidement. En effet, bien que bénéficiant en théorie d'un régime similaire aux autres provinces, le Timor oriental est en fait dirigé par l'armée indonésienne. La nouvelle administration construit de nouvelles infrastructures et augmente la productivité grâce à des investissements. La productivité dans les domaines du café et du clou de girofle double mais les fermiers est-timorais sont contraints de vendre leurs productions à bas prix dans les coopératives des villages.
Le gouvernement provisoire du Timor oriental est instauré à la mi-décembre 1975. Il est composé de dirigeants de l'APODETI et de l'UDT. Dans le même temps, Vittorio Winspeare Guicciardi, le représentant spécial du secrétaire général de l'ONU tente d'accéder à la zone contrôle par le Fretilin mais il reste bloqué à Darwin en Australie car les militaires indonésiens bloquent l'accès à la région. Le 31 mai 1976, une assemblée du peuple composée de membres choisis par les services de renseignement indonésien se réunit à Dili et accepte à l'unanimité l'Acte d'intégration. Ainsi, le 17 juillet, le Timor oriental devient officiellement la 17e province de la république d'Indonésie. Toutefois, l'occupation du Timor oriental reste un sujet de préoccupations publiques dans de nombreux pays dont le Portugal et les Nations unies n'ont jamais reconnu le gouvernement installé par les Indonésiens ou l'annexion de la région par l'Indonésie.

## Le rôle des États-Unis et de la France
Les États-Unis et leurs alliés, dont la France, ont vendu des armes au régime indonésien tout en sachant qu’elles seraient utilisées au Timor. Le ministre français des Affaires étrangères, Louis de Guiringaud, se rendit en Indonésie en 1978 pour y signer un accord militaire. Il indiqua au régime de Soeharto que la France ne s'opposerait pas à lui aux Nations unies concernant l’occupation du Timor. 

## Le rôle de l'Australie
Le rôle de l'Australie est plutôt celui d'un pays médiateur : l'Australie, bien qu'éloignée, est le pays le plus proche du Timor oriental dans la région. Déjà, après 1949, elle avait accepté de recevoir de nombreux colons néerlandais et eurasiens qui fuyaient l'Indonésie qui était devenue indépendante des Néerlandais. L'Australie, pays attaché aux valeurs des droits de l'homme, était le pays où de nombreuses ONG travaillant au Timor oriental étaient basées, et qui dénonçaient les exactions indonésiennes. Entre 1975 et 1999, l'Australie devint le premier pays de refuge pour les réfugiés du Timor oriental. En 1999, lors de l'indépendance du Timor oriental, l'Australie est vue comme le pays garant du nouveau pays (militairement), et le Timor oriental est de facto vu comme un protectorat australien par les nationalistes indonésiens, et un prolongement du colonialisme européen (l'Australie ayant Élisabeth II pour reine et chef de l'État). 

## Réaction des Nations unies
Le 12 décembre 1975, l’Assemblée générale des Nations unies approuva une résolution selon laquelle, « après avoir entendu les déclarations des représentants portugais, en qualité de puissance coloniale, concernant les événements au Timor portugais […] déplore l’intervention militaire des forces armées indonésiennes au Timor portugais et demande au gouvernement indonésien de retirer sans délai ses forces armées du territoire timorais […] et recommande au conseil de sécurité de prendre des mesures urgentes pour protéger l’intégrité territoriale du Timor portugais ainsi que le droit inaliénable de son peuple à l’autodétermination.
Le 22 décembre 1975, le Conseil de sécurité des Nations unies a approuvé la résolution 384 déplorant les actions indonésiennes et regrettant que le Portugal n’ait pas respecté ses obligations en tant que puissance administrative. La résolution appelle toutes les nations et toutes les parties à respecter l’intégrité du Timor oriental et son droit à l’autodétermination. Elle exhorte aussi le secrétaire général des Nations unies à envoyer un de ses représentants pour évaluer la situation et décider si le Conseil reste saisi de la situation.
Daniel Patrick Moynihan, à l’époque ambassadeur américain à l'ONU, a écrit dans son autobiographie que « les États-Unis souhaitaient que les choses se passent comme elles se sont passées, et ont travaillé en ce sens. Le département d'État souhaitait que les Nations unies apportent la preuve de leur inefficacité dans toutes les mesures qu’elles ont entreprises [à l'égard de l'invasion du Timor oriental]. Cette tâche m’a été confiée, et je l'ai poursuivie avec un succès non négligeable ». Plus tard, Moynihan a admis qu’en tant qu'ambassadeur américain à l'ONU, il a défendu une « honteuse » politique de la guerre froide à l'égard du Timor oriental.
Le Brésil, le plus grand pays lusophone au monde devient le parrain du nouvel État du Timor oriental auprès de l'ONU, fournissant le plus gros contingent de casques bleus sur place, et est l'un des premiers États au monde — avec le Portugal et l'Australie — à ouvrir une ambassade dans ce pays.  

## Polémique
Selon Noam Chomsky, cette invasion aurait eu pour cause la présence de gisements de pétrole dans les mers du Timor et serait soutenue par les gouvernements de l'Australie, des États-Unis, de la France et du Royaume-Uni qui auraient fourni de l'armement à l'Indonésie lors des périodes de massacres les plus critiques. Afin d'appuyer cette théorie, Chomsky mentionne principalement :
- Le traité australo-indonésien (1989) autorisant l'exploitation des champs de pétrole.
- La reconnaissance officielle de « l'annexion » indonésienne du Timor par l'Australie.
- La déposition à l'ONU de Benedict Anderson, spécialiste de l'histoire de l'Indonésie.

De plus, Noam Chomsky a violemment critiqué la différence de traitement entre l'énorme couverture médiatique donnée par les médias occidentaux aux massacres du régime communiste des khmers rouges au Cambodge, et l'absence totale d'informations sur l'occupation du Timor oriental par l'Indonésie, soutenu par les États-Unis ; et ce malgré des massacres aussi violents,.